# Boguty-Pianki (gmina)
Boguty-Pianki (hist. gmina Kamieńczyk Wielki; II RP–1954 gmina Boguty) – gmina wiejska w województwie mazowieckim, w powiecie ostrowskim. W latach 1975–1998 gmina położona była w województwie łomżyńskim.
Siedziba gminy to Boguty-Pianki.

## Struktura powierzchni
Według danych z roku 2002 gmina Boguty-Pianki ma obszar 89,13 km², w tym:
- użytki rolne: 79%
- użytki leśne: 16%

Gmina stanowi 7,28% powierzchni powiatu.

## Demografia
Według Powszechnego Spisu Ludności z 1921 roku gminę zamieszkiwało 4.185 osób, 4.102 było wyznania rzymskokatolickiego, 22 prawosławnego a 61 mojżeszowego. Jednocześnie 4.138 mieszkańców zadeklarowało polską przynależność narodową, 8 białoruska rosyjską, 38 żydowską a 1 rosyjską. Było tu 665 budynków mieszkalnych.

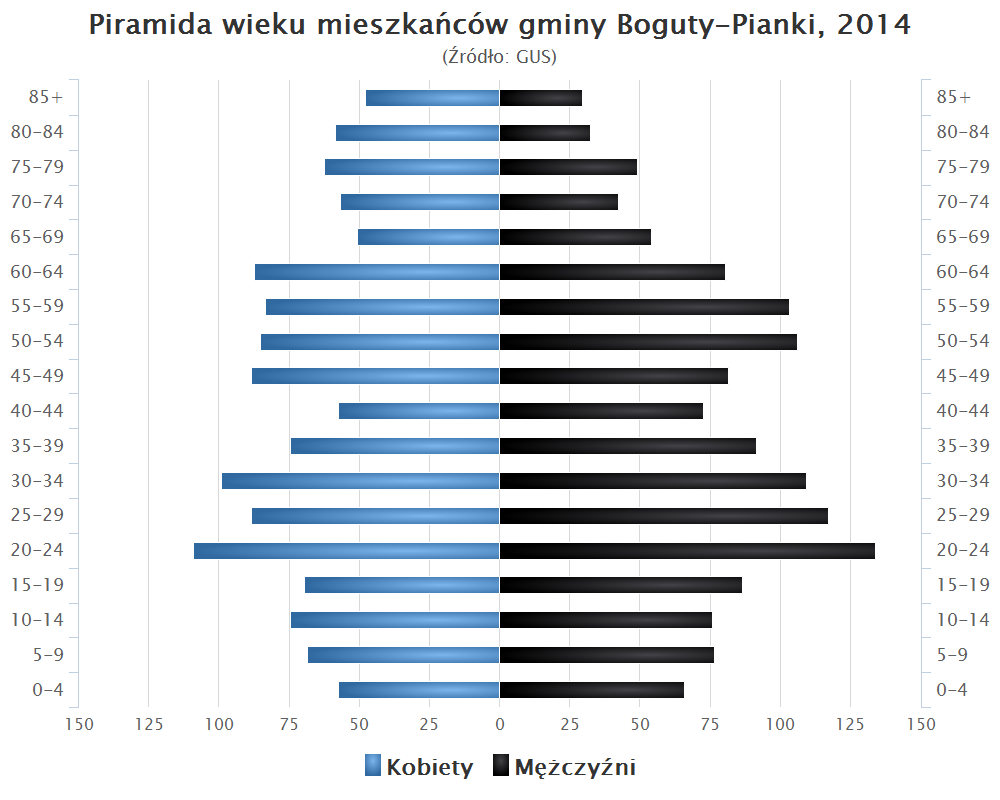
Piramida wieku mieszkańców gminy Boguty-Pianki w 2014 roku

Dane z 30 czerwca 2004:
| Opis                              | Ogółem | Ogółem | Kobiety | Kobiety | Mężczyźni | Mężczyźni |
| --------------------------------- | ------ | ------ | ------- | ------- | --------- | --------- |
| jednostka                         | osób   | %      | osób    | %       | osób      | %         |
| populacja                         | 2916   | 100    | 1426    | 48,9    | 1490      | 51,1      |
| gęstość zaludnienia (mieszk./km²) | 32,7   | 32,7   | 16      | 16      | 16,7      | 16,7      |

## Sołectwa
Białe-Kwaczoły, Białe-Misztale(Białe-Giezki, Białe-Misztale, Białe-Papieże, Białe-Zieje, Michałowo-Wróble), Białe-Szczepanowice, Boguty-Milczki (Boguty-Milczki, Drewnowo-Dmoszki), Boguty-Pianki (Boguty-Pianki, Boguty Leśne), Boguty-Rubiesze (Boguty-Augustyny, Boguty-Rubiesze, Kutyłowo-Bródki), Boguty-Żurawie, Drewnowo-Gołyń, Drewnowo-Lipskie (Drewnowo-Lipskie, Konarze), Drewnowo-Ziemaki, Godlewo-Baćki, Godlewo-Łuby, Kamieńczyk-Ryciorki (Kamieńczyk-Ryciorki, Kamieńczyk Borowy), Kamieńczyk Wielki, Kutyłowo-Skupie, Kunin-Zamek, Kutyłowo-Perysie, Kraszewo Czarne (Kraszewo Czarne, Murawskie-Miazgi), Szpice-Chojnowo, Trynisze-Kuniewo, Trynisze-Moszewo, Tymianki-Adamy, Tymianki-Bucie (Tymianki-Bucie, Tymianki-Skóry), Tymianki-Okunie (Tymianki-Okunie, Tymianki-Szklarze, Tymianki-Moderki), Zabiele-Pikuły (Zabiele-Pikuły, Murawskie-Czachy), Zawisty-Dworaki, Złotki-Przeczki, Złotki-Stara Wieś (Złotki-Stara Wieś, Złotki-Pułapki)

Miejscowości podstawowe bez statusu sołectwa: Białe-Giezki, Białe-Papieże, Białe-Zieje, Boguty-Augustyny, Boguty Leśne, Konarze, Kamieńczyk Borowy, Kutyłowo-Bródki, Michałowo-Wróble, Murawskie-Czachy, Murawskie-Miazgi, Tymianki-Moderki, Tymianki-Skóry, Tymianki-Szklarze, Zawisty, Złotki.

## Sąsiednie gminy
Ciechanowiec, Czyżew, Klukowo, Nur